# Mikoszewo
Mikoszewo (niem. Nickelswalde) – wieś w Polsce położona w województwie pomorskim, w powiecie nowodworskim, w gminie Stegna na obszarze Żuław Wiślanych przy drodze wojewódzkiej nr 501.
Wieś należąca do Mierzei Wiślanej terytorium miasta Gdańska położona była w drugiej połowie XVI wieku w województwie pomorskim. W latach 1975–1998 miejscowość administracyjnie należała do województwa elbląskiego.
Wieś rybacko-turystyczna jest położona po wschodniej stronie ujścia przekopu Wisły, na początku Mierzei Wiślanej. Miejscowość posiada połączenie promowe ze Świbnem, a także szlak kolei wąskotorowej do Sztutowa i Nowego Dworu Gdańskiego (Żuławska Kolej Dojazdowa), z przystankiem Mikoszewo. Miejscowość posiada plażę strzeżoną.
Mikoszewo to wieś położona przy samym ujściu Wisły do morza. Do niedawna Mikoszewo było miejscowością rolniczą, jednak w ostatnich latach zanotowano znaczny wzrost funkcji turystycznej tej miejscowości. Pierwsze wzmianki historyczne o tej miejscowości sięgają XIII wieku, a konkretnie 1243 roku.  
Z nazwą miejscowości związana jest następująca historia: pewien bogaty szlachcic imieniem Niklas gościł na swoim dworze wielkiego mistrza zakonu krzyżackiego. Na cześć swojego gościa urządził wielką ucztę, na której zamiast krzeseł użył beczek pełnych złota i na nich posadził swoich gości. Legenda mówi, że kilka tych beczek pełnych złota zostało wrzuconych w nurt Wisły na poczet odkupienia grzechów popełnionych przez Niklasa. 
Mikoszewo jest miejscem, gdzie nienaruszoną działaniem człowieka przyrodę można spotkać na każdym kroku. Przy samym ujściu Wisły, na północ od wsi, utworzony został w 1991 roku rezerwat Mewia Łacha. Rezerwat ten jest miejscem gniazdowania rzadkich gatunków ptactwa wodnego, jak również miejscem odpoczynku dla ptactwa w trakcie corocznych wędrówek do ciepłych krajów. Rezerwat ten jest jedynym w Polsce miejscem gdzie stale występują foki.